# جيمس فرنسيس ماكبرايد
جيمس فرنسيس ماكبرايد (1892-1976) (بالإنجليزية: James Francis Macbride)‏ هو عالم نبات أمريكي.